# Rue Sainte-Cécile
La rue Sainte-Cécile est une voie du 9e arrondissement de Paris, en France.

## Situation et accès
La rue Sainte-Cécile est une voie publique située dans le 9e arrondissement de Paris. Elle débute au 29, rue du Faubourg-Poissonnière et se termine au 6, rue de Trévise.

## Origine du nom
Elle porte le nom de sainte Cécile, patronne des musiciens, en raison du voisinage anciennement du Conservatoire national de musique (aujourd'hui Conservatoire national supérieur d'art dramatique).

## Historique
Cette rue a été ouverte par décret du 30 novembre 1853 sur les terrains dépendant de l'ancien hôtel des Menus Plaisirs :
« Napoléon, etc.,
sur le rapport de notre ministre secrétaire d'État au département de l'Intérieur,
vu le plan d'alignement de deux voies projetées sur les terrains domaniaux provenant de l'ancien garde-meuble, à Paris (la rue Sainte-Cécile et la rue du Conservatoire) ;
les délibérations de la commission municipale en date des 2 septembre et 15 novembre derniers fixant les conditions nécessaires pour l'exécution de ce projet ;
la lettre de notre ministre des finances en date du 19 septembre portant adhésion, au nom de l’État, à ces diverses conditions ;
les pièces de l'enquête ;
l'avis du préfet de la Seine ;
la loi du 16 septembre 1807 et l'ordonnance réglementaire du 23 août 1835 ;
la section de l'intérieur de notre Conseil d'État entendue, avons décrété et décrétons ce qui suit :
- Article 1 : l'administration des domaines de l'État est autorisée à ouvrir sur les terrains domaniaux provenant de l'ancien garde-meuble, à Paris, deux rues de douze mètres de largeur, dont une communiquera de la rue Bergère à la rue Richer (la rue du Conservatoire), et l'autre est destinée à former le prolongement de la rue de Montyon jusqu'à celle du Faubourg-Poissonnière (la rue Sainte-Cécile), le tout aux clauses et conditions stipulées par la commission municipale dans ses délibérations des 2 septembre et 15 novembre derniers.
 Les alignements de ces deux voies nouvelles sont arrêtés conformément aux traits de force à l'encre noire du plan ci-annexé, et au procès-verbal des points de repère inscrits sur le dit plan. Notre ministre secrétaire d'État au département de l'Intérieur est chargé de l'exécution du présent décret.

Fait au palais de Fontainebleau, le 30 novembre 1853. »
Le 12 janvier 2019 vers 9 heures, une explosion accidentelle, probablement due au gaz, se produit dans la boulangerie Hubert qui occupe le rez-de-chaussée de l'immeuble du n°15 qui fait l'angle avec la rue de Trévise (au n°6)  faisant une cinquantaine de victimes dont une dizaine grièvement et au moins quatre morts dont deux pompiers, une habitante de l'immeuble et une touriste espagnole. Sous la violence de l'explosion, le plancher de la boulangerie s'est effondré et un incendie a débuté mais circonscrit dans la matinée. Plusieurs voitures ont été renversées et incendiés et les vitres des immeubles sur une centaine de mètres alentour se sont brisées sous l'onde de choc qui s'est propagée dans les rues environnantes.

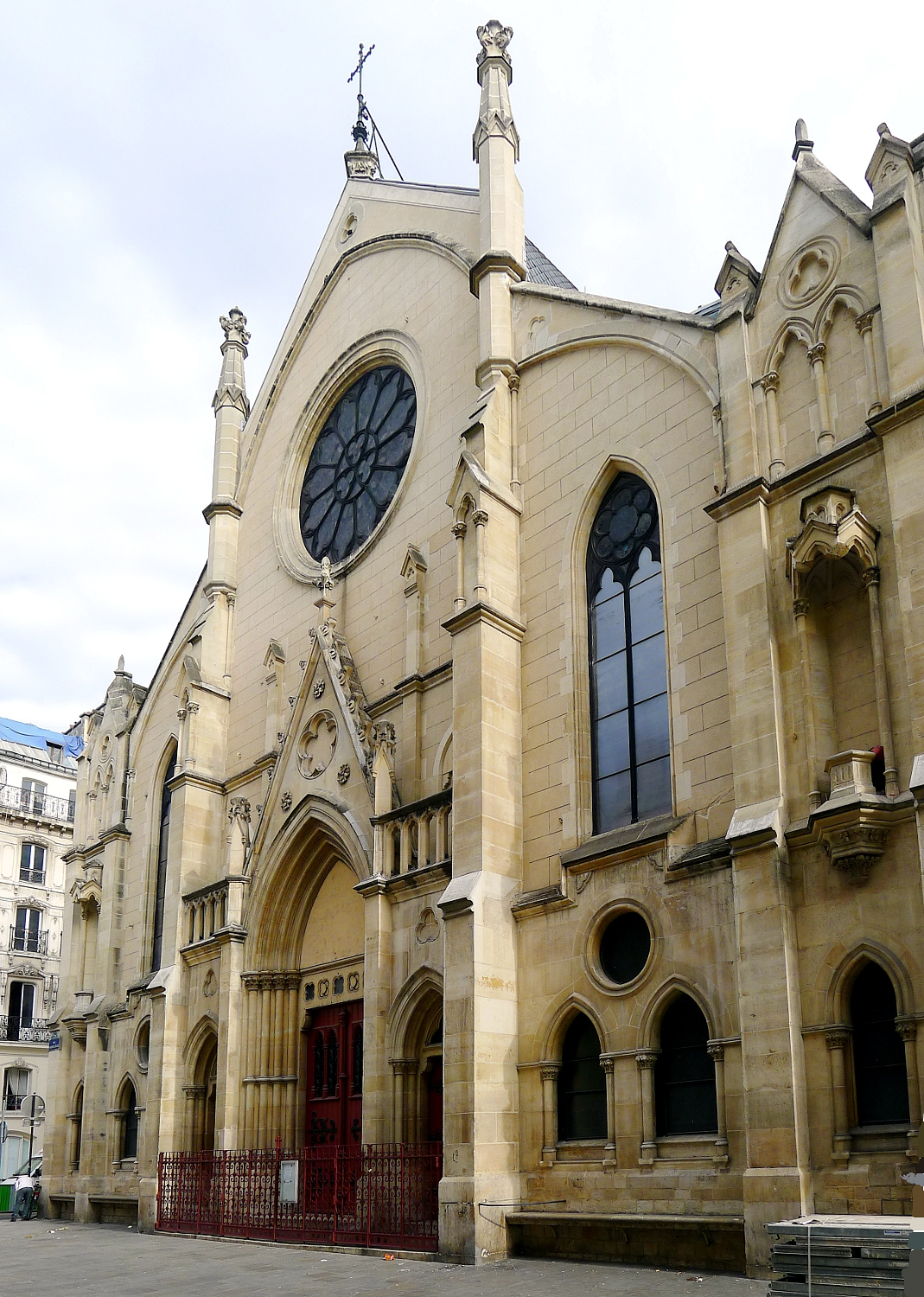
Église Saint-Eugène-Sainte-Cécile.

## Bâtiments remarquables et lieux de mémoire
- No 6 : église Saint-Eugène-Sainte-Cécile.

## Anciennes activités commerciales
N° 2 : Dépôt parisien de la maison néerlandaise de cacao en poudre (solubilisé) Van Houten & Zoon . Les ateliers pour la France étant situés à Boulogne-Billancourt.